# 顏相時
颜相時（6世纪？—645年），字睿，雍州万年县人。中国唐朝儒学者。颜師古之弟。秦王府十八学士之一。

## 生平
颜之推之孙，颜思魯之子，母亲是殷英童的女儿。与兄长颜師古都学問深厚。武德年間，为李世民属下天策府参軍事、文学館学士。贞观年間，拜为諫議大夫，有谏诤之风。转礼部侍郎。相時羸瘠多疾病，太宗常使赐以医药。顔師古亡故后、相時不胜哀惜而卒。

## 传记资料
- 《旧唐书》卷七十三·列传第二十三·顔師古传
- 《新唐书》卷一百九十八·列传第一百二十三·儒学上·顔師古传